# Flaga Azerbejdżanu
Flaga Azerbejdżanu jest prostokątna, podzielonym na trzy poziome pasy: niebieski, czerwony i zielony. Stosunek długości do szerokości flagi wynosi 2:1.
Kolor niebieski symbolizuje ludy tureckie, kolor czerwony – wpływy kultury europejskiej, natomiast kolor zielony jest kolorem islamu. Całość odnosi się do motta Azerbejdżanu, jakim jest „Turkizacja, islamizacja, europeizacja”. Pośrodku pasa czerwonego widnieje biały półksiężyc, zapożyczony z flagi tureckiej, głównego sojusznika Azerów i symbolizujący główną religię kraju (islam) oraz ośmioramienna gwiazda, będąca symbolem ośmiu głównych grup ludów tureckich (Azerów, Turków Osmańskich, Czagatajów, Połowców, Seldżuków, Tatarów i Turkmenów).

## Historia
Flaga została przyjęta 5 lutego 1991. Wprowadzoną ją w miejsce obowiązującej w okresie radzieckim flagi Azerbejdżańskiej SRR. Wzór flagi powstał wiosną 1917 roku, zaś jego autorstwo przypisuje się poecie Ali Bej Husejnowi Zade.

Flaga Azerbejdżanu 1918–1920
Flaga Azerskiej SRR